# جيمس ديرينغ فيسيندن
جيمس ديرينغ فيسيندن هو ضابط وسياسي أمريكي، ولد في 28 سبتمبر 1833 في وستبروك في الولايات المتحدة، وتوفي في 18 نوفمبر 1897 في بورتلاند في الولايات المتحدة. انتخب عضو مجلس نواب مين ‏.